# خوسيه سانشيز (مدرب كرة قدم)
خوسيه سانشيز (بالإسبانية: José Luis Sánchez Solá)‏ (و. 1959  م) هو مدرب كرة قدم مكسيكي، ولد في مدينة بويبلا.